# Алтай (Акбулакский сельский округ)
Алтай (каз. Алтай, до 199? г. — Приречное) — упразднённое село в Куршимском районе Восточно-Казахстанской области Казахстана. Упразднено в 2019 г. Входило в состав Акбулакского сельского округа. Код КАТО — 635245200.

## Население
В 1999 году население села составляло 223 человека (119 мужчин и 104 женщины). По данным переписи 2009 года, в селе проживало 120 человек (56 мужчин и 64 женщины).